# Philippe Van Parijs
Pour les articles homonymes, voir Van Parijs.
 (janvier 2024).
Philippe Van Parijs, né le 23 mai 1951 à Berchem-Sainte-Agathe, est un philosophe et économiste belge.
Il est docteur en philosophie de l'université d'Oxford et docteur en sociologie de l'université catholique de Louvain, après avoir également étudié l'économie politique, le droit, et la linguistique aux Facultés Saint-Louis de Bruxelles. Chercheur post-doctral à Berkeley et Bielefeld, Professeur ordinaire émérite à l'université catholique de Louvain (chaire Hoover d'éthique économique et sociale), à la Katholieke Universiteit Leuven et à Oxford. Il a également été professeur invité à Harvard.
Outre le français, l'anglais et le néerlandais, il s'exprime couramment en allemand, italien, espagnol et portugais.

## Pensée
Philippe Van Parijs entame son parcours philosophique dans le domaine de l'épistémologie, sous la direction du philosophe Jean Ladrière. Puis, lors d'un séjour de recherche à Oxford, il fait la connaissance de Gerald Cohen, fondateur du marxisme analytique, discipline à laquelle va s'adonner Van Parijs pendant quelques années, aux côtés des membres du September Group, plus informellement appelé « No-Bullshit Marxism Group ». Ses recherches de l'époque débouchent sur l'ouvrage Marxism Recycled (1993). Il y prend acte d'une révolution dans la théorie des classes, avec un déplacement de l'opposition capitalistes-prolétaires vers une opposition travailleurs-chômeurs, et défend une transition du capitalisme à l'idéal communiste par l'instauration d'une allocation universelle versée à chaque individu de manière inconditionnelle tout au long de sa vie.
Cette dernière idée constituera le cœur de son ouvrage majeur, Real Freedom for All (1995) qui, sous l'inspiration de John Rawls et Ronald Dworkin, notamment, apporte une contribution originale aux théories de la justice[réf. nécessaire]. Partant du double présupposé que la liberté est une valeur fondamentale et que nos sociétés capitalistes sont pleines d'inégalités injustifiables, il y déploie sa conception de la justice sociale : la défense d'une liberté réelle égale pour toutes et tous via l'instauration, à l'échelle politique la plus large possible, d'un revenu de base individuel et inconditionnel censé notamment 
- 1/ libérer les chômeurs de la trappe de pauvreté qu'engendrent les systèmes actuels de compensation à l'absence d'emploi ;
- 2/ améliorer les conditions des travailleurs via l'accroissement du pouvoir de négociation des employés face à leurs employeurs ;
- 3/ encourager le travail indépendant, l'innovation et la prise de risque ;
- 4/ libérer les femmes au foyer de leur dépendance financière par rapport à leur mari.

Dans son dernier ouvrage en date, Linguistic Justice (2011), Philippe Van Parijs examine l'évolution contemporaine des langues dans le monde et en arrive à deux conclusions complémentaires.
- 1/ La diffusion de l'anglais comme nouvelle lingua franca doit être encouragée (et soutenue financièrement par les pays anglophones, injustement favorisés par la situation), car c'est la condition sine qua non du développement d'une justice sociale au-delà des nations.
- 2/ Les autres langues doivent cependant être protégées, en vertu de l'égale estime due à chaque groupe linguistique, au moyen d'un principe de territorialité linguistique (les personnes qui émigrent dans un pays doivent impérativement apprendre la langue du territoire de résidence).

## Positions et idées

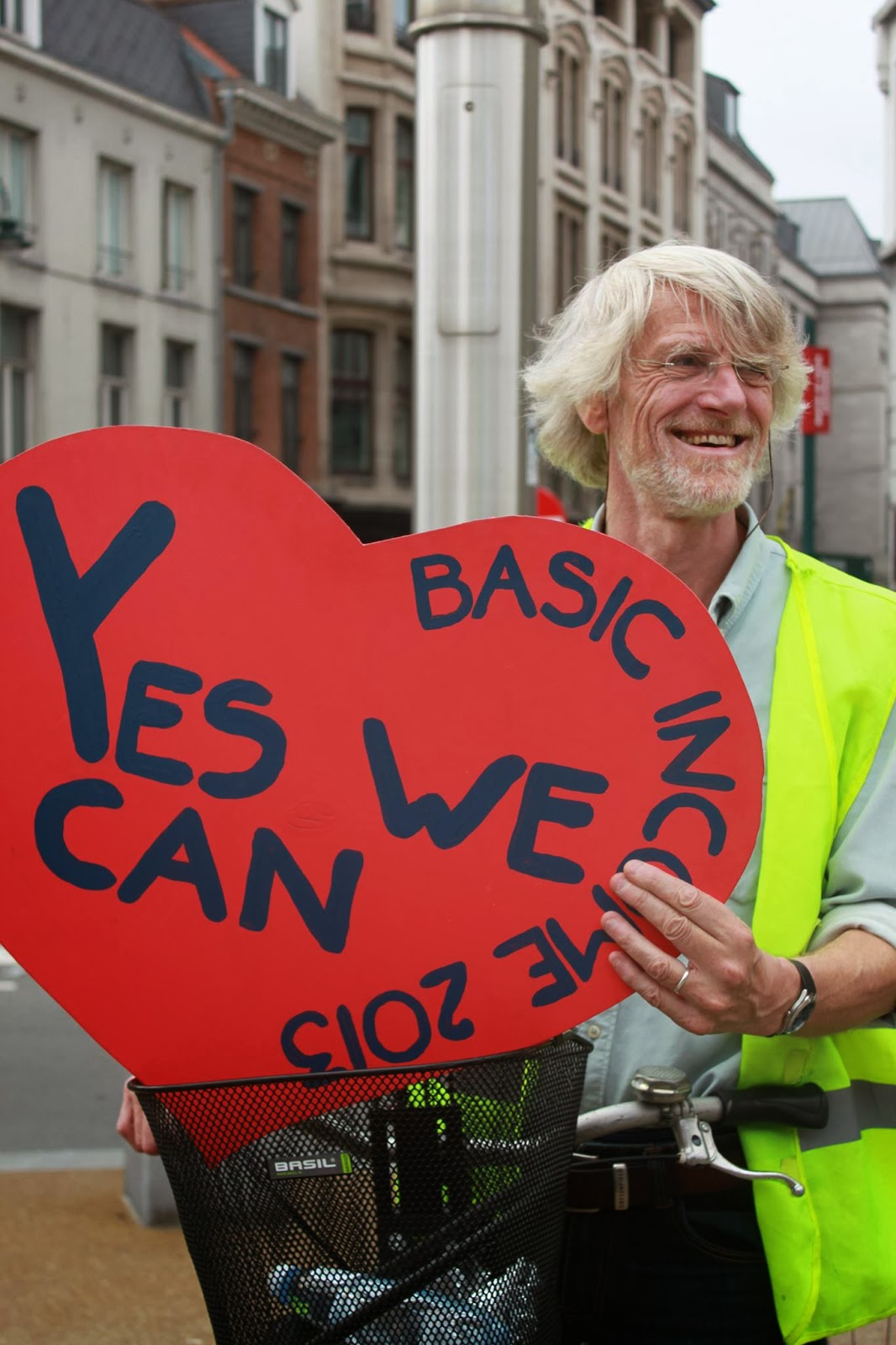
Philippe Van Parijs militant en 2013 pour le revenu de base

### Revenu de base
Promoteur de l'allocation universelle, il a fondé en 1986 le Basic Income European Network, rebaptisé en 2004 Basic Income Earth Network (BIEN). En 2012, Van Parijs propose la mise en place d'un euro-dividende, forme de revenu de base inconditionnel à tous les citoyens de la zone euro,
« Le revenu de base inconditionnel est une allocation versée à tout citoyen, quelles que soient ses activités, sa situation maritale, et quelles que soient ses performances professionnelles ou sa disponibilité sur le marché du travail. Autrement dit, il s'agit d'un revenu minimum garanti, individuellement, sans aucune condition d'emploi ou de recherche d'emploi. »
« L'argumentaire présenté ici serait futile s'il ne s'appliquait qu'aux seuls surfeurs de Malibu, mais, s'il est correct, il devient pertinent pour le sort de tous les travailleurs non qualifiés d'une société riche, sa jeunesse exclue, ses femmes au foyer, ses chômeurs en longue durée. »
— Philippe Van Parijs, Pourquoi faut-il nourrir les surfeurs ? La défense libérale d'un revenu de base inconditionnel (2017)

### Droit de vote des étrangers
Philippe Van Parijs défend l'idée d'étendre le droit de vote à tous les étrangers résidant en Belgique lors des élections communales ; il est également un des partisans, au sein du groupe Pavia, d'une circonscription fédérale pour la Chambre des représentants.

## Distinctions
Il a reçu en 2001 le prix Francqui, la plus prestigieuse distinction universitaire belge, ainsi que le titre de docteur honoris causa de l'université Laval, au Québec, en 2008. Il est membre titulaire de l'Institut international de philosophie depuis 1999.

## Publications
- Le Modèle économique et ses rivaux. Introduction à la pratique de l'épistémologie des sciences sociales, Droz, Genève & Paris, 1990
- La Pensée écologiste. Essai d'inventaire à l'usage de ceux qui la pratiquent comme de ceux qui la craignent (Frank De Roose & Ph. Van Parijs éd.), De Boeck Université, Bruxelles, 1991, 220 p.  (ISBN 2804114929)
- Les Limites de l'inéluctable. Penser la liberté au seuil du troisième millénaire (Jean-Michel Chaumont & Ph. Van Parijs éd.), De Boeck Université, Bruxelles, 1991  (ISBN 2804114937)
- Qu'est-ce qu'une société juste ? Introduction à la pratique de la philosophie politique, Le Seuil, Paris, 1991  (ISBN 2020131161)
- Ni Ghetto ni tour d'ivoire. L'éthique économique et sociale aujourd'hui (éd.), Academia, Louvain-la-Neuve, 1993  (ISBN 2872092005)
- (en) Marxism Recycled, Cambridge University Press, Cambridge, 1993  (ISBN 978-0-521-41802-7)
- (en) Real Freedom for All : What (if Anything) Can Justify Capitalism?, Oxford University Press, Oxford, 1995  (ISBN 9780198293576)
- Sauver la solidarité, Éditions du Cerf, Paris, 1995  (ISBN 2-204-05178-0)
- Refonder la solidarité, Éditions du Cerf, Paris, 1996  (ISBN 2204055298)
- Éthique économique et sociale (avec Christian Arnsperger), La Découverte, coll. « Repères », Paris, 2000  (ISBN 2707139440)
- L'Allocation universelle (avec Yannick Vanderborght), La Découverte, coll. « Repères », Paris, 2005  (ISBN 2707145262)
- (en) Linguistic Justice for Europe and for the World,	Oxford University Press, Oxford, 2011  (ISBN 9780199208876)